# M55 (amas globulaire)
Pour les articles homonymes, voir M55.
M55 (NGC 6809) est un amas globulaire situé dans la constellation du Sagittaire à environ 17 610 a.l. (5,4 kpc) du Soleil et à 12 720 a.l. (3,9 kpc) du centre de la Voie lactée. 

## Histoire
L'astronome français Nicolas-Louis de Lacaille a découvert Messier 55 le 16 juin 1752 alors qu'il était en Afrique du Sud et il l'a catalogué sous la désignation Lac I.14. C'est l'un des vastes amas globulaires avec un diamètre de 19', mais on peut penser qu'il s'agit d'un simple amas d'étoiles en raison de sa concentration très faible et de son aspect granuleux. D'ailleurs, Johann Elert Bode écrit à son sujet qu'il ressemble à un noyau cométaire obscure.
En 1827, l'astronome écossais James Dunlop a observé l'amas à deux reprises. Il l'a décrit comme une nébuleuse large, ronde, brillante d'environ 2' et légèrement concentrée vers le centre.
Caroline Herschel a aussi observé cet amas le 30 juin 1783. William Herschel a observé l'amas à trois reprises entre les années 1783 et 1785. Il a réussi à résoudre ses étoiles, car il l'a décrit comme un « amas riche d'étoiles très compact, irrégulièrement rond et d'environ 8'». 
John Herschel a observé M55 le 3 aout 1834. Il l'a décrit comme un amas globulaire assez brillant, grand, rond, très riche, progressivement brillant vers le centre et composé d'étoiles de magnitude 12 à 15. Un bel objet de diamètre de 3'. Il l'a inscrit dans son catalogue sous la désignation GC 4503.
John Dreyer a observé l'amas et il l'a décrit dans les mêmes termes que John Herschel. Il l'a inclus dans son New General Catalogue sous la désignation NGC 6809.
Une photographie de l'amas a été réalisée par Heber Doust Curtis et a été publiée en 1918 dans le livre « Descriptions of 762 Nebulae and Clusters Photographed with the Crossley Reflector ». Il l'a décrit comme un amas globulaire  condensé de 10' de diamètre avec des étoiles pâles moins densément réparties vers le centre.

## Observation
Avec une magnitude visuelle de 6,32, cet amas est presque visible à l'œil nu. On peut cependant l'observer aisément avec des jumelles ou encore avec un petit télescope.

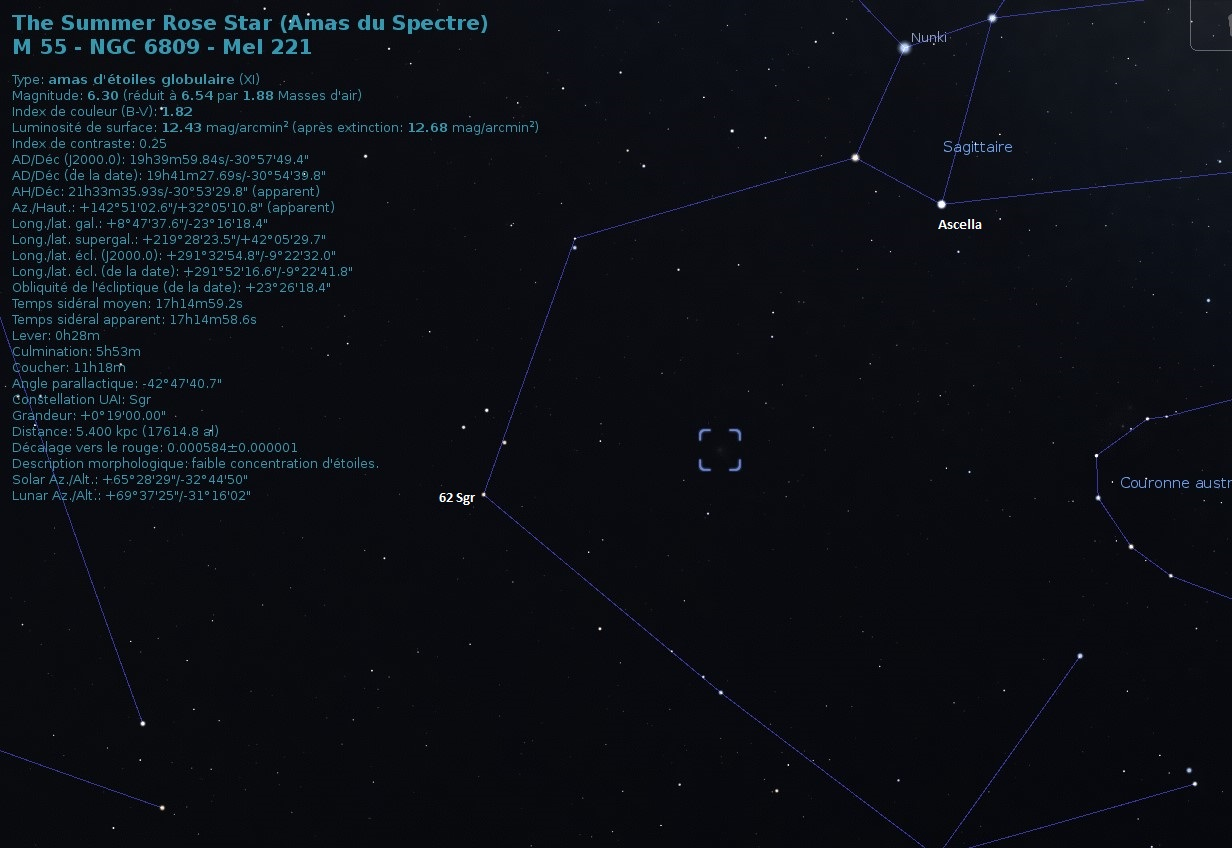
Localisation de Messier 55 dans la constellation du Sagittaire et données du logiciel Stellarium.

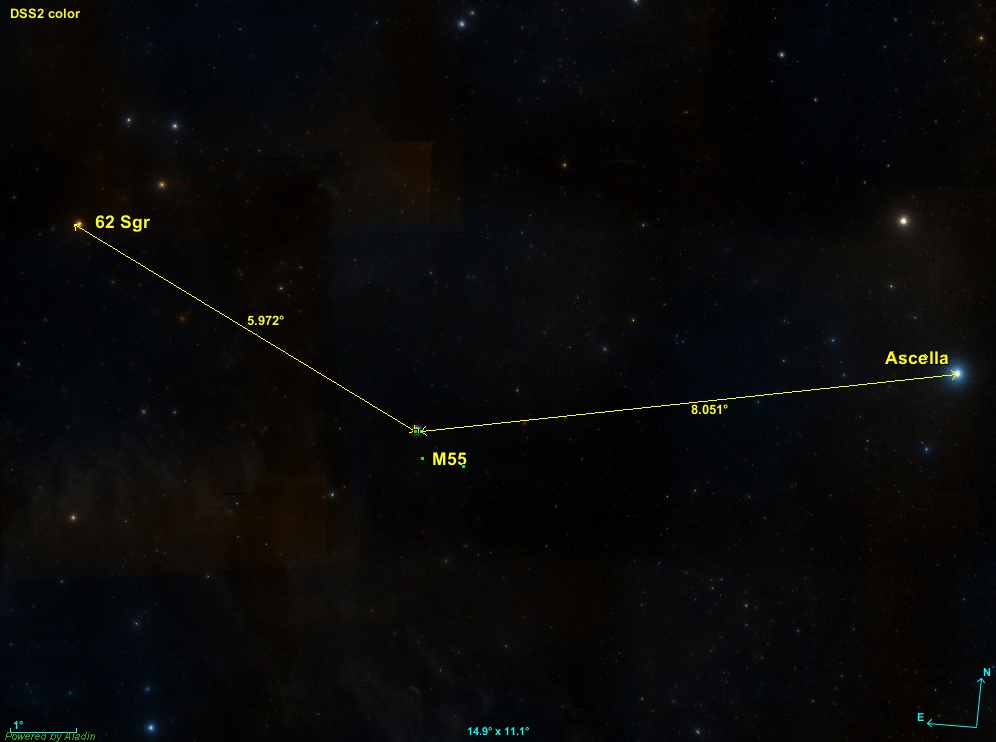
M55 en compagnie des étoiles Ascella et 62 Sgr.

M55 est au sud-ouest de l'astérisme Terebellum à environ 6,0 de la géante rouge 62 Sagittarii, étoile visible à l'œil nu. L'amas est aussi à environ 8,0 degrés au sud-est de Zeta Sagittarii (Ascella), la troisième étoile la plus brillante de la constellation du Sagittaire.

## Caractéristiques

### Classe
La classe de concentration Shapley-Sawyer de M55 est XI,, ce qui signifie que l'amas est très déconcentré vers le centre. Cette classe correspond d'ailleurs aux observations historiques de l'amas. 

### Vitesse, distance et taille
Selon de récentes mesures effectuées par le satellite Gaia, la vitesse radiale héliocentrique de cet amas est égale à 170,40 ± 0,24 km/s,. La base de données Simbad indique aussi deux autres valeurs de la vitesse, soit 174,8 ± 0,2 km/s ainsi que 170 km/s d'une publication de l'année 1979. William W. Harris indique une vitesse semblable, soit 174,7 ± 0,3 km/s.
La base de données Simbad indique une seule distance pour M55, soit environ 0,005 Mpc (∼16 300 al) et celle inscrite sur le site de l'Observatoire de Paris est de 17,3 kal. Cette dernière distance est semblable à celle donnée par Harris, mais légèrement plus petite. 
Si on admet une distance d'environ 5,4 kpc et une taille de 8,8 minutes d'arc,, un calcul simple montre que sa taille réelle est d'environ 97 années-lumière. 

### Métallicité, âge et masse
La métallicité indiquée par Harris et Boyles est -1,94,, alors que Forbes indique une valeur de -1,54. Simbad indique sept valeurs comprises entre -1,73 et -1,97 pour une moyenne de −1,89 ± 0,10 Fe/H. Une métallicité comprise entre -1,99 et -1,79 signifie que la concentration en éléments lourds (plus lourd que l'hélium) de M55 est comprise entre 1,0% (10-1,99) et 1,6% (10-1,79) de celle du Soleil. Après le Big Bang, l'Univers étant surtout composé d'hydrogène et d'hélium, la métallicité était pratiquement nulle. L'univers s'est progressivement enrichi en métaux (éléments plus lourds que l'hélium) grâce à la synthèse de ceux-ci dans le cœur des étoiles. La métallicité des amas du halo de la Voie lactée varie d'un centième (1%) à un dixième (10%) de la métallicité solaire, ce qui signifie que ces amas se décomposent en deux sous-groupes, les relativement jeunes et les vieux . Selon sa métallicité, M55 serait donc un amas pauvre en métaux et âgé. Forbes, avec une métallcité plus élevée, indique un âge de 12,29 milliards d'années. 
La masse indiquée par Boyles est de 269 000 {\displaystyle M_{\odot }}.

## Les étoiles de Messier 55

### Les traînardes bleues
On a découvert 74 traînardes bleus (BSS de l'anglais blue straggler stars) dans la région centrale de M55. La plupart d'entre elles forment sur le diagramme H-R une séquence relativement étroite et bien définie dont les magnitudes vont de 0,6 sous le point de sortie de la séquence principale à 2,0 au-dessus de celui-ci. Environ 15% des BSS semblent former une seconde séquence à une magnitude de 0,75 au-dessus de la séquence des autres traînardes. Cette distribution bimodale a été confirmée par des observations réalisées avec le télescope spatial Hubble et des télescopes terrestres dans les domaines de l'ultraviolet et de la lumière visible. 

### Les étoiles variables
Une étude photométrique a permis de localiser 55 étoiles variables dans la région centrale de M55, dont 28 nouvelles parmi lesquelles 13 étaient des binaires à éclipses. La plupart de ces variables sont des traînardes bleus. Ce groupe comprend 35 étoiles de type SX Phe, deux binaires à contact et une binaire semi-détachée. En plus des traînardes bleus, on a aussi détecté deux traînardes rouges, des étoiles dont la couleur se situe entre le point de sortie de la séquence principal et de la branche des géantes rouges, mais qui sont plus lumineuses que les étoiles sous-géantes.

## Galerie

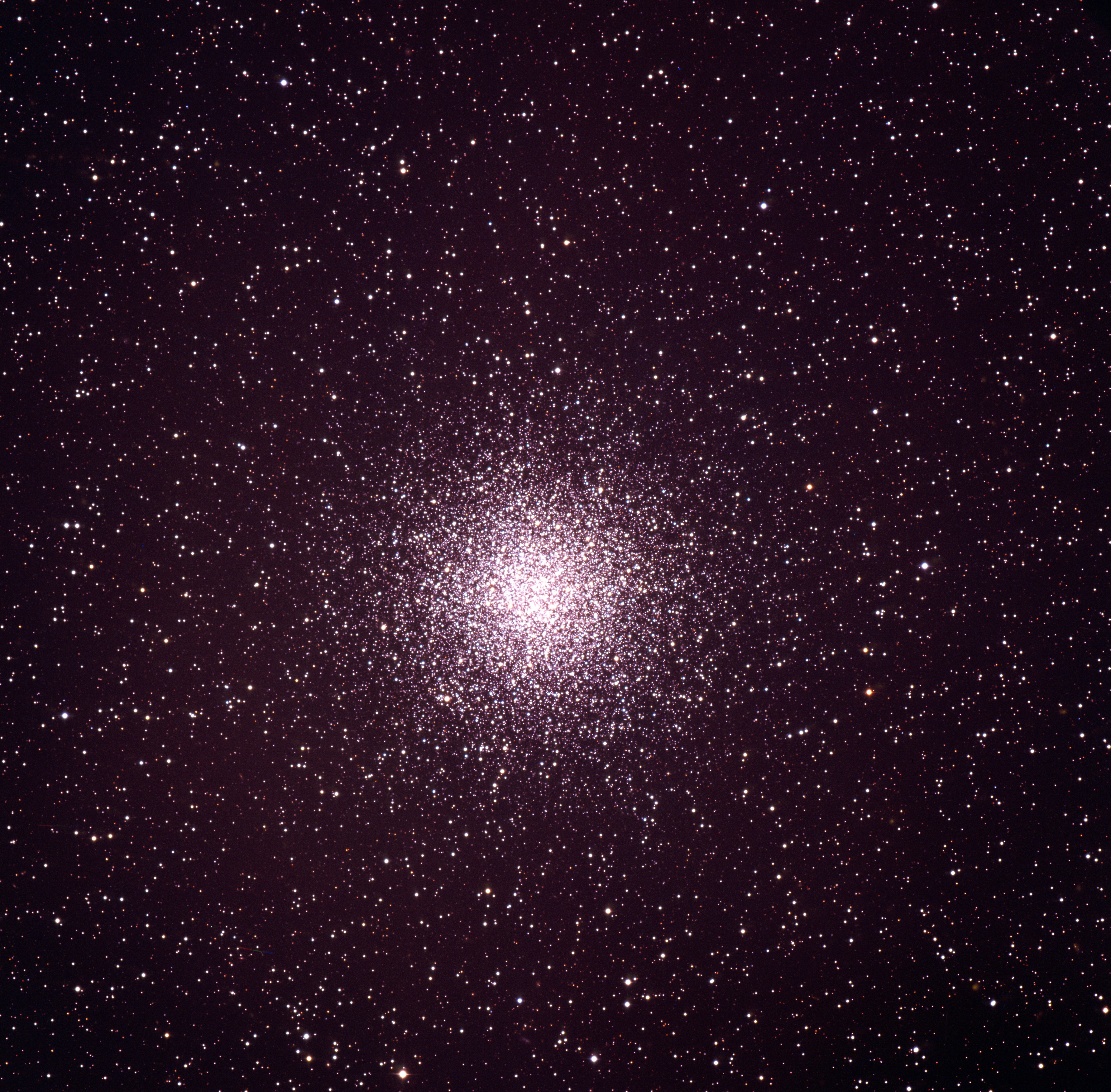
Image provenant du télescope de 3,6 mètres de l'observatoire de La Silla.
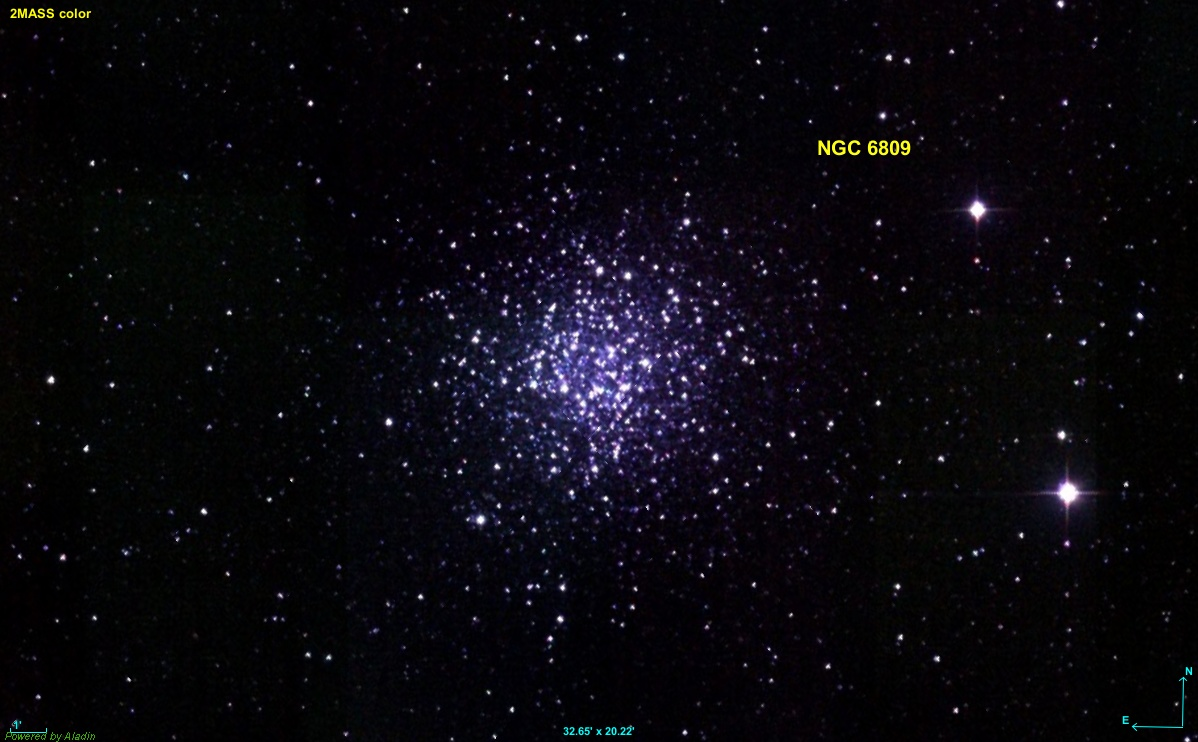
M55 en infrarouge par le relevé 2MASS.
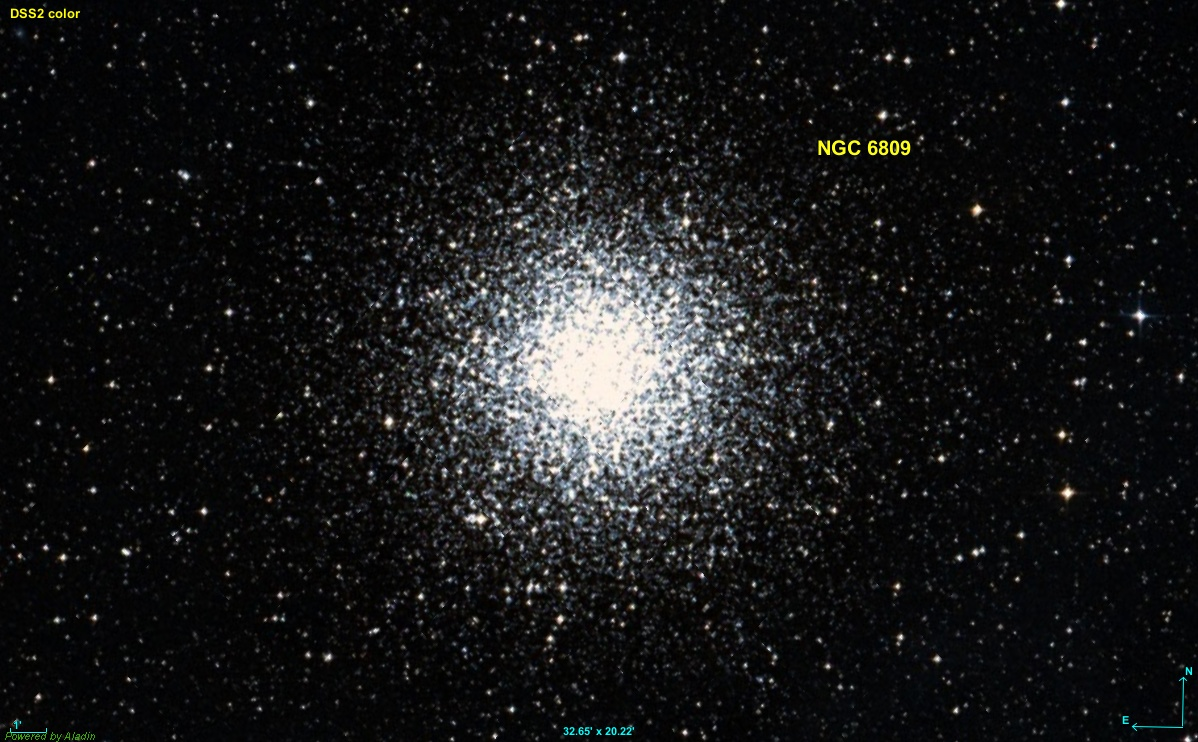
M55 en lumière visible par le relevé DSS.
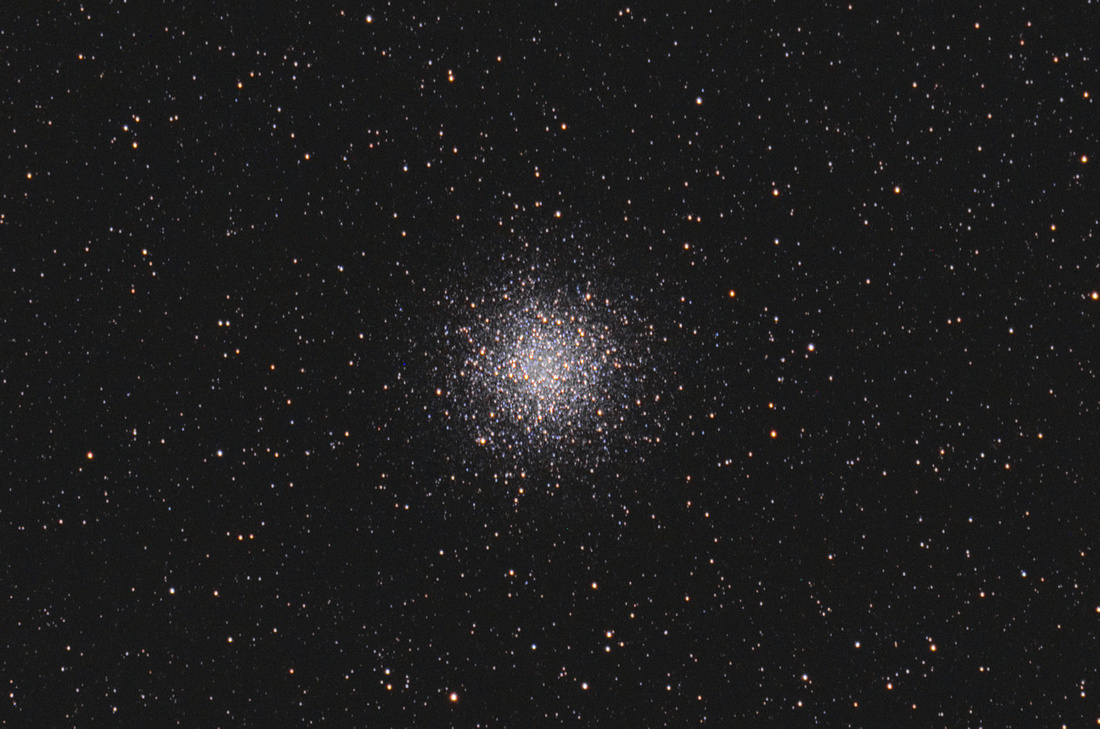
Autre image en lumière visible de M55.
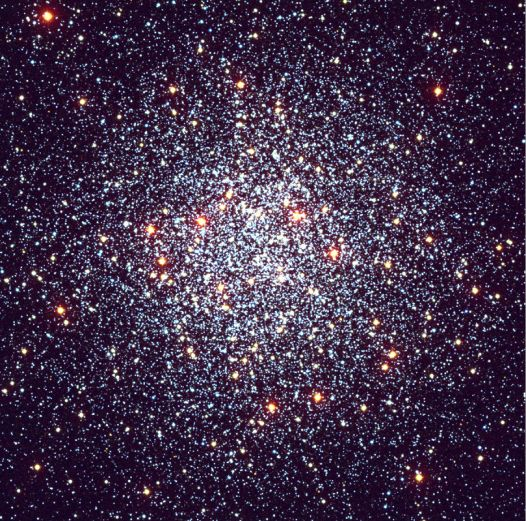
Magnifique image de M55, mais de source inconnue.